# Movimento de União Democrática Nacional
O Movimento de União Nacional Democrática (MUND) é um partido político cambojano fundado depois da deserção do alto oficial do Quemer Vermelho Ieng Sary do Partido de Unidade Nacional do Camboja em agosto de 1996. A revista intitulada Phka Rik é associada a ele.  Foi criado principalmente para facilitar reingresso de Ieng Sary à vida política civil, alegando neutralidade e que havia rompido com o Quemer Vermelho e o "fascismo e crueldade do regime de Pol Pot", nomeando Nuon Chea, Ta Mok, Son Sen e Yun Yat como companheiros de Pol Pot e "assassinos em massa do Camboja".  Ele afirmou que era um defensor da "democracia limitada" e nomeou Tailândia, Singapura e Japão como exemplos. 
Apesar de construir laços com Partido Popular do Camboja de Hun Sen (PPC), o MUND se recusou a participar das eleições de 1998. O apoio do Movimento para o governo dominado pelo PPC na época permitiu uma considerável autonomia sobre Pailin, um antigo reduto do Quemer Vermelho notável por exportações de gemas e madeira.